# Saskia Richter
Saskia Richter (* 12. Juli 1978 in Gehrden; † 22. August 2015) war eine deutsche Politikwissenschaftlerin.

## Werdegang
Richter legte 1998 ihr Abitur am Viktoria-Luise-Gymnasium in Hameln ab.
Von 1998 bis 2003 absolvierte sie ein Studium der Sozialwissenschaften an der Georg-August-Universität in Göttingen. Anschließend promovierte sie bis 2009 zum Thema „Petra Kelly (1947–1992) – Aufstieg und Fall einer grünen Galionsfigur“. Diese Dissertation zu Petra Kelly erschien 2010 unter dem Titel Die Aktivistin. Das Leben der Petra Kelly als Buch und fand bundesweit breite Beachtung.
Sie arbeitete unter anderem für die SPD (2001–2002), die Neue Gesellschaft/Frankfurter Hefte, das Historische Lexikon Bayerns, die Friedrich-Ebert-Stiftung, die Heinrich-Böll-Stiftung, Spiegel Online und für die tageszeitung. Seit 2012 habilitierte sie an der Universität Hildesheim.
Saskia Richter erlag im August 2015 einer Krebserkrankung.

## Schriften
- Die Kanzlerkandidaten der CSU, Hamburg 2004.
- (zusammen mit Daniela Forkmann) Gescheiterte Kanzlerkandidaten. Von Kurt Schumacher bis Edmund Stoiber, Wiesbaden 2007.
- Entwicklung und Perspektiven grüner Parteien in Europa, Berlin 2009.
- Die Aktivistin. Das Leben der Petra Kelly, München 2010.
- (zusammen mit Marianne Kneuer) Soziale Medien in Protestbewegungen: Neue Wege für Diskurs, Organisation und Empörung? Frankfurt am Main 2015.